# Bioterapia
Bioterapia é o uso de organismos vivos, ou de substâncias deles extraídas, no tratamento de doenças. Os principais exemplos são o uso de larvas no tratamento de feridas e a sangria usando sanguessugas. O termo às vezes também é usado para se referir à reaplicação de substâncias no corpo do próprio paciente, ou outras pessoas, como acontece da terapia com anticorpos.